# Piper J-5 Cub Cruiser
Le Piper J-5 Cub Cruiser était une version plus grande et plus puissante de l'avion léger américain Piper J-3 Cub, développée seulement deux ans après son aîné. La principale différence se situait eu niveau du fuselage plus large, qui pouvait loger un pilote à l'avant et deux passagers sur le siège arrière. Équipé d'un moteur Continental de 75 ch (55 kW), sa vitesse de croisière était de 120 km/h.
Bien qu'étant officiellement déclaré comme un avion à trois places, il fallait cependant plutôt le considérer comme un « deux places et demi », car deux adultes se seraient sentis à l'étroit sur le siège arrière, à peine élargi par rapport à celui de l'avion original. En 1940, l'appareil était proposé à la vente au prix unitaire de 1 798 dollars (soit 32 812 dollars de 2025).

## Conception et développement

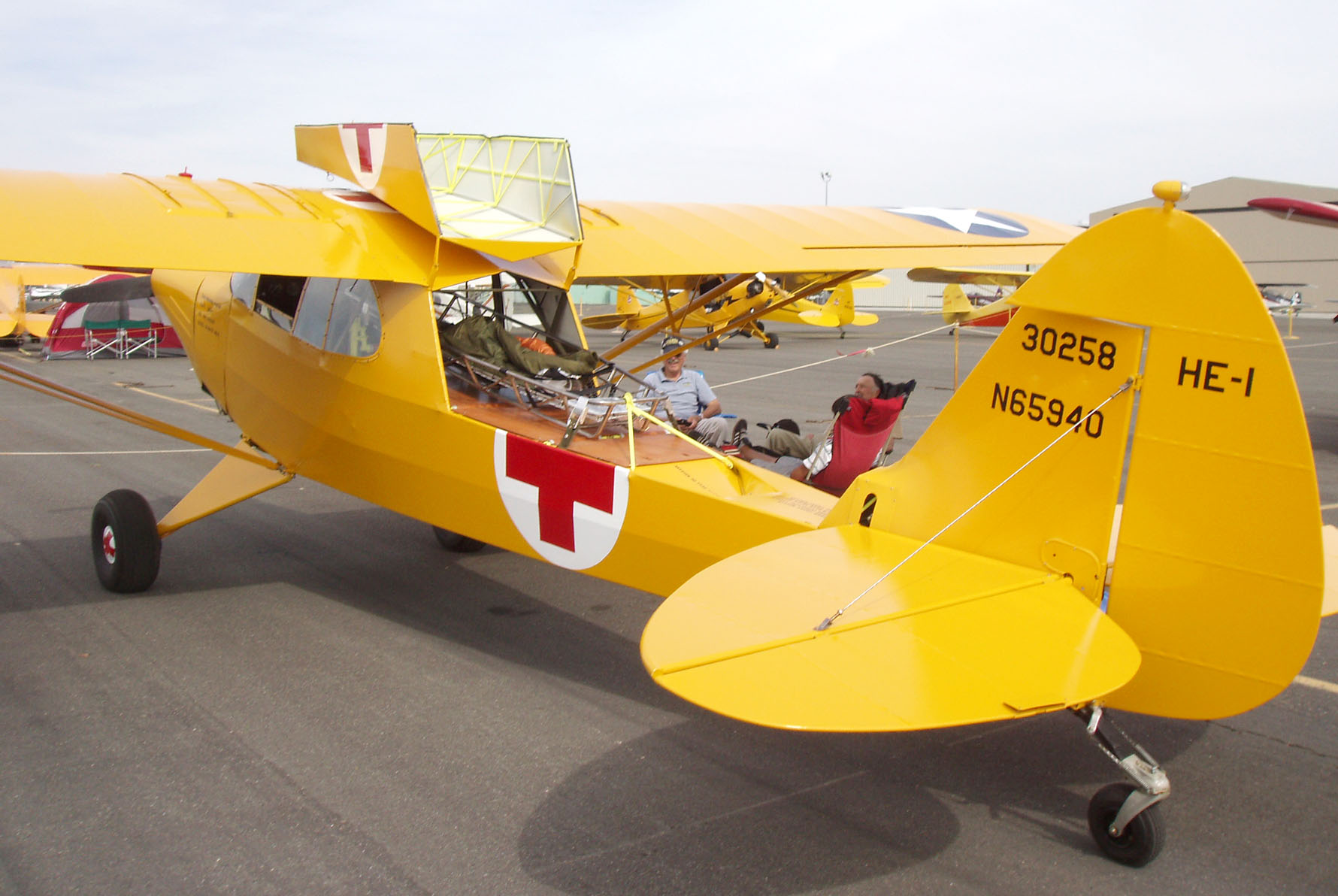
Un ancien Piper HE-1 de lUS Navy sur lequel sont visibles à l'arrière un capot et ses charnières, accueillant une civière pour les missions d'ambulance aérienne.

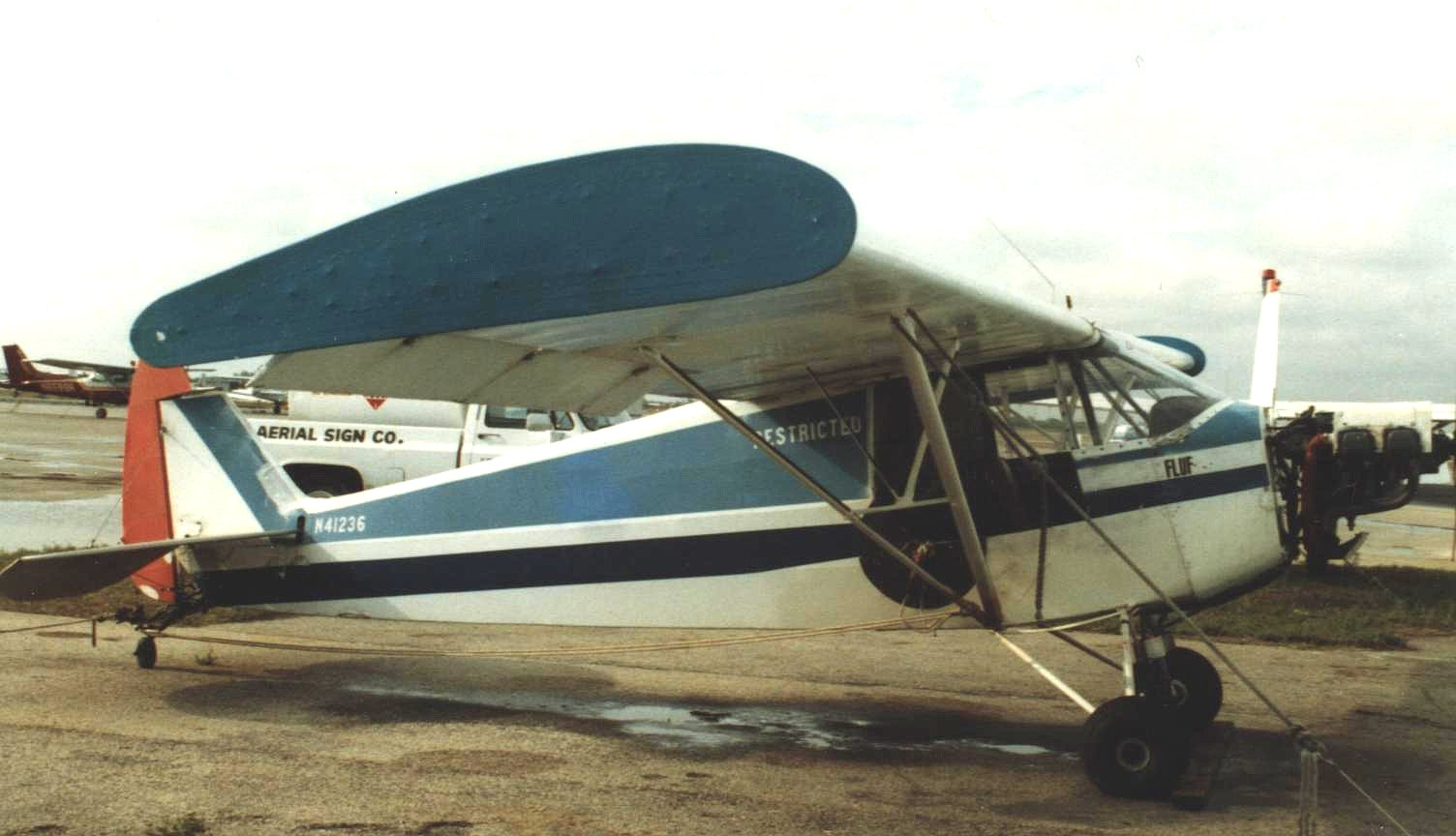
Piper J-5A Cub Cruiser doté de plaques d'extrémités d'ailes et d'un système de remorquage de banderoles, à North Perry airport, en Floride, en mars 1987.

Au cours de la Seconde Guerre mondiale, la compagnie Piper modifia la structure de base du J-5A. Le J-5B était propulsé par un Lycoming GO-145-C2 (en) de 75 ch (55 kW). Le J-5C, version ambulance sortie plus tard et également produite sous les désignations de HE-1 — ultérieurement AE-1 —, était dotée au niveau de l'arrière du fuselage d'un capot mobile articulé autour de charnières, permettant d'installer une civière. Cette version était propulsée par un Lycoming O-235-2 militaire ou O-235-B civil de 100 ch (75 kW) et recevait un système électrique complet, ainsi qu'un train d'atterrissage revu.
Après la guerre, Piper abandonna le système de désignation « J- » en échange du système « PA- », et le J-5C devint le PA-12 Super Cruiser. Ce dernier eut plus de succès que le J-5A de base, avec une production totale de 3 759 exemplaires.
Piper produisit aussi une version à quatre places du Super Cruiser, dotée d'un moteur de 115 ch (85 kW), qu'elle désigna PA-14 Family Cruiser. Il fut le moins réussi des trois concepts « Cruiser » en termes de ventes, avec seulement 238 exemplaires produits entre 1948 et 1949 et seulement une centaine d'appareils encore existants de nos jours.
La production des trois versions principales du J-5, les J-5A, -B et -C, tombait dans deux catégories qui diffèrent considérablement. La différence la plus visible peut-être notée au niveau du train d'atterrissage. Les premières versions, produites à hauteur de 783 exemplaires entre 1940 et début 1942, possédaient des amortisseurs à sandows externes. Les exemplaires produits de 1944 à 1946 incorporaient des modifications de conception développées pour l'ambulance aérienne HE-1 de la United States Navy, et ces modèles avaient des sandows montés en position interne. Au mois d'août 2018, 327 exemplaires du J-5 volaient encore aux États-Unis, d'après les registres de l'Administration fédérale américaine.

## Versions

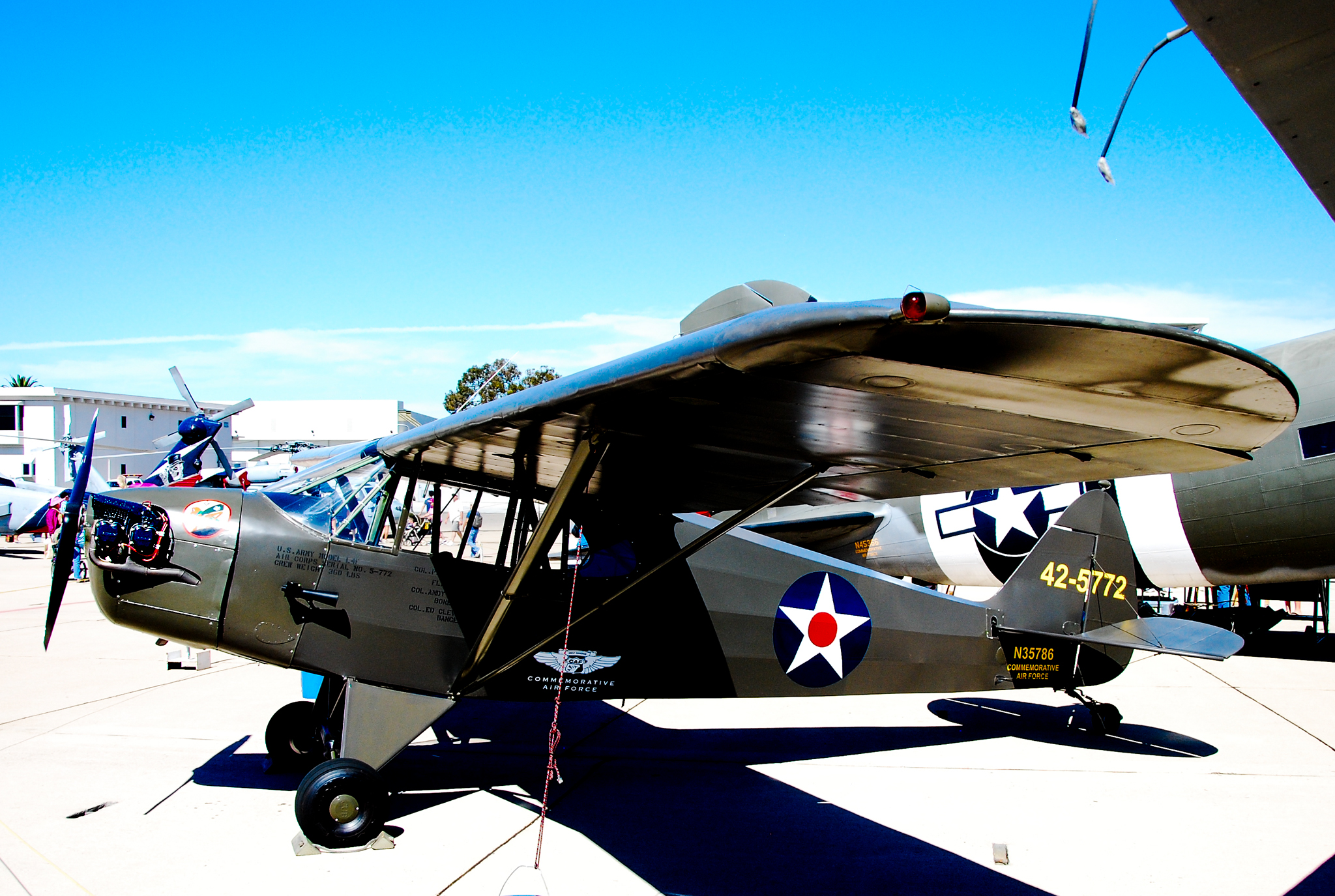
Un L-4F (J-5A) de lUS Army Air Forces (USAAF).

### Désignations civiles
- J-5 : Version propulsée par un moteur Continental A-75-8 de 75 ch (55,1 kW) ;
- J-5A : Version propulsée par un Continental A-75-9 ;
- J-5A-80 : J-5A modifiés, recevant un Continental A-80-8 de 80 ch (59 kW) ;
- J-5B : Version propulsée par un moteur Lycoming O-145-B de 75 ch (55 kW) ;
- J-5C : Version propulsée par un moteur Lycoming O-235-B de 100 ch (75 kW) ;
- J-5CA : Prototype d'une version ambulance, produite sous la désignation de HE-1 pour l'US Navy ;
- J-5CO : Prototype d'une version d'observation, plus tard modifiée en L-4X pour servir de prototype à la version militaire L-14
- J-5D : Version produite en 1946 et propulsée par un moteur Lycoming de 125 ch (92 kW).

### Désignations militaires
- YL-14 : Prototype d'avion de liaison pour la United States Army Air Force (USAAF), produit à cinq exemplaires ;
- L-14 : Version de production de l'YL-14. Une commande de 845 appareils fut annulée et neuf appareils en cours de fabrication furent achevés et vendus sur le marché civil ;
- HE-1 : Version médicalisée (« H » pour « Hospital ») pour la United States Navy, doté d'un capot articulé sur l'arrière du fuselage pour l'installation d'une civière. 100 exemplaires furent produits, puis re-désignés AE-1 ;
- AE-1 : Redésignation du HE-1 à partir de 1943, dans la catégorie des ambulances aériennes (« A » pour « Ambulance ») ;
- UC-83 : Désignation de quatre J-5A réquisitionnés et engagés dans le service militaire au Panama, plus tard redésignés L-4F ;
- L-4F : Désignation attribuée aux quatre UC-83 et à 39 J-5A supplémentaires réquisitionnés par l'armée ;
- L-4G : Désignation de 34 J-5B réquisitionnés et engagés dans le service militaire.

## Spécifications techniques (PQ-14A)
Données de Piper Aircraft and their forerunners
Caractéristiques générales
- Équipage : 1 pilote
- Capacité : 2 passagers de petite taille
- Longueur : 6,86 m
- Envergure : 10,82 m
- Hauteur : 2,08 m
- Masse à vide : 376 kg
- Masse typique : 658 kg
- Moteur : 1   Moteur à pistons 4 cylindres à plat refroidis par air Lycoming GO-145-C2 (en) de 75 ch (55 kW)
- Hélice : Bipale en bois

 Performances 
- Vitesse maximale : 154 km/h
- Vitesse de croisière : 138 km/h
- Vitesse de décrochage : 68 km/h
- Distance franchissable : 692 km
- Plafond : 3 100 m
- Vitesse ascensionnelle : 138 m/min
- Rapport poids-puissance : 5 kg/ch